# Ruivós
Ruivós is een plaats (freguesia) in de Portugese gemeente Sabugal en telt 82 inwoners (2001).